# Justino Cúmano
Justino Cúmano (Lombardia-Venécia, Veneza, Teresiana, San Antonio Patavini, 20 de Fevereiro de 1818 - Faro, 31 de Março de 1885) foi um médico, arqueólogo e mecenas veneziano radicado em Faro no século XIX.

## Família
Filho de Gian Paolo Cúmano (Veneza, Bragosa, San Antonio, 8 de Dezembro de 1775 - ?), Médico, e de sua mulher (Faro, Igreja da Misericórdia, 12 de Agosto de 1805) Antonia Maria Marina Doglioni (Veneza, San Martino (?) - ?), neto paterno de Constantino Cúmano e de sua mulher Caterina Balotta e neto materno de Francisco Doglioni e de sua mulher Angela Mandichi, todos da República de Veneza.

## Biografia
Em consequência da fixação de seu tio, o Dr. Lázaro Doglioni, em Faro, o Dr. Justino Cúmano acabou por se lhe juntar na capital algarvia, aí tendo exercido a uma acção de mecenas, nomeadamente no que diz respeito à implementação do Teatro Lethes com importante sala de espectáculos no sul do país.
Grande colecionador de antiguidades, nomedamente de numismática, foi presidente do Instituto Arqueológico do Algarve, fundado pelo arqueólogo Estácio da Veiga.

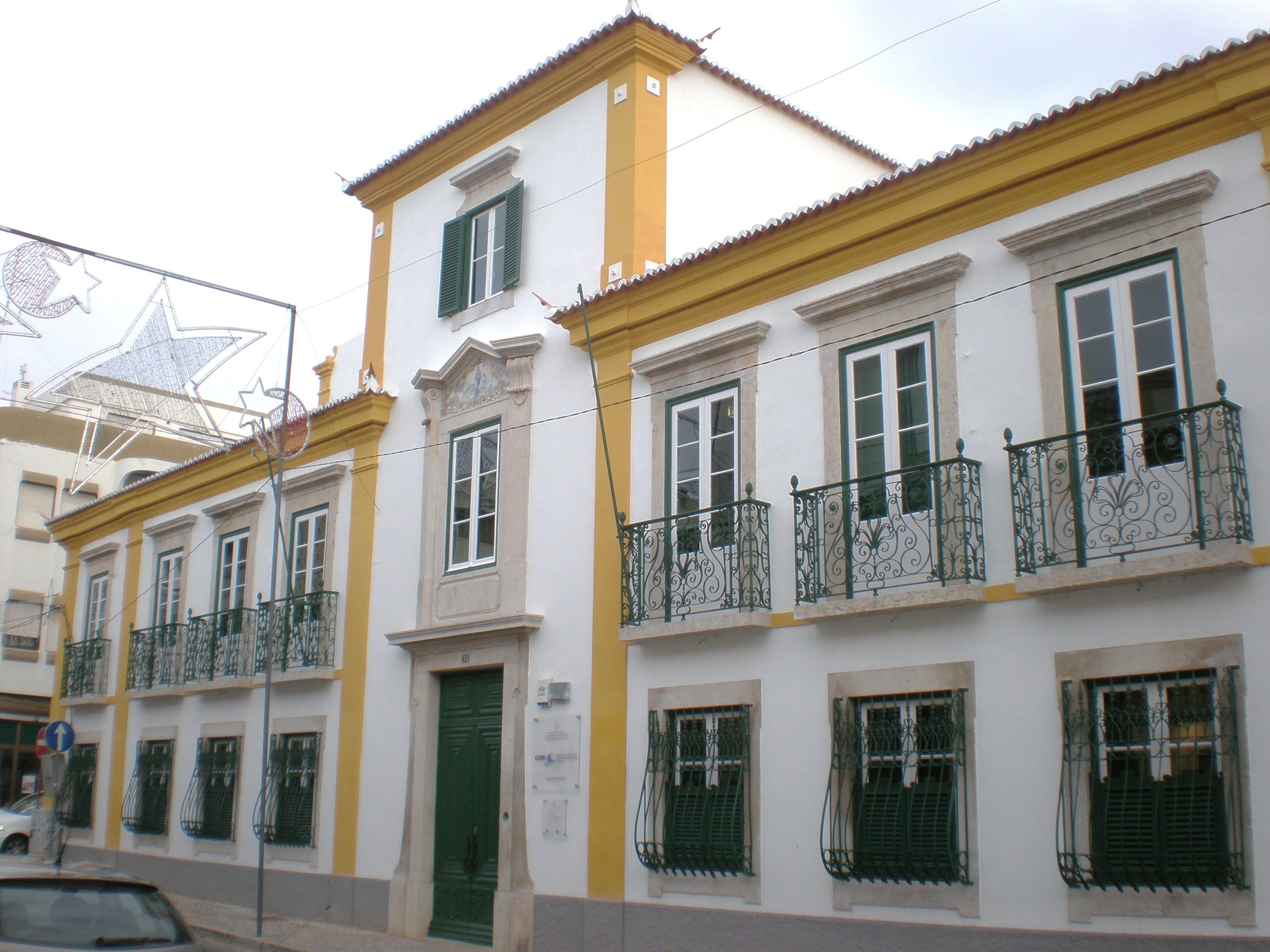
Palacete Doglioni, residência de Justino Cúmano em Faro

Não tendo o seu tio tido descendência, acabou por herdar os bens deste (incluindo o Palacete Doglioni).
A permanência de Justino em Faro acabou por fazer com que um seu irmão, o Dr. Constantino Cúmano, por aqui passasse algumas vezes, deixando acção importante no campo da sáúde (especialmente no tratamento da sífilis).

## Casamento e descendência
Casou em Faro, São Pedro, a 17 de Maio de 1855 com Maria Vitória Pereira de Matos (Faro, São Pedro, 12 de Fevereiro de 1838 - 10 de Janeiro de 1920), filha de António Joaquim Pereira de Matos (Faro, São Pedro, 8 de Fevereiro de 1806 - ?), Capitão de Ordenanças, e de sua mulher (Faro, São Pedro, 20 de Julho de 1835) Maria José Crispin, neta paterna de Francisco Pereira de Matos, Capitão de Ordenanças, e de sua mulher Maria Vitória, e neta materna de Diogo Francisco Crispin e de sua mulher Guiomar Teresa. Duas das filhas de Justino Cúmano e de sua mulher casaram com importantes elementos da vida social, económica e cultural de Faro: Júdice Fialho e Manuel de Bivar Gomes da Costa Weinholtz.